# Assisão
Francisco De Assis Nogueira, mais conhecido por Assisão (Serra Talhada, 05 de maio de 1941) é um cantor brasileiro, conhecido pela sua dedicação ao forró.

## Biografia
Nascido na Fazenda São Miguel, zona rural de Serra Talhada, Assisão desde criança já mostrava talento para cantar e compor. Durante sua adolescência pensou em ser médico, chegou a ir para o Recife estudar no Colégio Salesiano, onde fez curso preparatório para prestar vestibular. Entretanto acabou desistindo antes da conclusão e voltou para sua terra natal, onde permanece até hoje.
O cantor faz parte de uma geração de forrozeiros, entre eles, Jorge de Altinho, Alcimar Monteiro, Flávio José, Novinho da Paraíba, que são os baluartes do verdadeiro forró, o original, aquele de Luiz Gonzaga, de Jackson do Pandeiro, do Trio Nordestino e de Dominguinhos. 
Sua carreira iniciou em 1962, quando gravou um compacto com quatro músicas de sua autoria. Nesta época ele fazia parte do grupo Azes do Baião. Na década de 1970 tornou-se conhecido nacionalmente, quando assumiu seu apelido Assisão.
Entre seus maiores sucessos estão Pau nas Coisas, Forró Ferruado, Peixe Piaba, Fogueirinha, Alambique de Barro e Pequenininha. Pequenininha foi regravada mais de 250 vezes por outros cantores brasileiros. Teve músicas gravadas por Luiz Gonzaga, Trio Nordestino, Maciel Melo, Elba Ramalho, Três do Nordeste e outros nomes de destaque do regionalismo nordestino. Com uma carreira consolidada ao longo de mais de 50 anos de atividade, é considerado um ícone da música regional e é chamado popularmente de "rei do forró".
Mesmo com a grande concorrência com bandas que deformam o ritmo, Assisão contínua sendo umas das grandes atrações nas maiores e melhores festas juninas do país, como em Caruaru e Campina Grande. Outra coisa que notabilizou o cantor foram as suas inúmeras apresentações em programas de TV, como o Clube do Bolinha, na TV Bandeirantes na década de 80, e em vários outras emissoras do país a longo dos anos 90 e início do século XX.
Segundo o professor Paulo César, escrevendo em 2012, "aos 70 anos de idade, o cantor possui um currículo extenso, pois além de ser um grande compositor e cantor, ele é também um inovador. Assisão foi um dos primeiros forrozeiros a introduzir, ainda nos início dos ano 80, os sons produzidos pela guitarra, baixo, teclado e bateria nas suas músicas, mesmo com essa nova roupagem ele não deixou  de produzir o autêntico forró".

## Discografia
- Os Azes Do Baião (1962) Pitombeira/ Rozenblit (Compacto Duplo)
- Forró Diferente (1976) Beverly/ Copacabana (LP)
- Faz e Diz (1977) Beverly/ Copacabana (LP)
- Assisão Em Ondas Quentes (1978) Musicolor/ Continental (LP)
- Carga de Brasa (1980) Jangada/ EMI Odeon (LP)
- Casamento Aprissiguido (1983) Beverly/ Copacabana (LP)
- Forró do Se Imbiga (1986) Polydisc (LP)
- Forró Ferruado (1987) Polydisc (LP)
- Bola de Cristal (1988) Polydisc (LP)
- O Dançador (1989) Polydisc (LP)
- Mistura Gostosa (1990) Polydisc
- Doideira (1991) Polydisc (LP)
- Festa Brasileira (1992) Polysom (LP)
- Cigano Forrozeiro (1994) RCA BMG (LP e CD)
- Conterrâneo (1997) GEMA (CD)
- Fogueirinha/ Ao Vivo (2001) Independente (CD)
- Meu Forró (2010) Independente (CD)
- 50 Anos de Carreira (2011) Independente (CD)
- Forró/ Patrimônio Brasileiro (2015) Independente (CD)